# Instituto Veracruzano de la Cultura
El Instituto Veracruzano de la Cultura (IVEC) fue creado en 1987 con el objetivo de difundir y preservar el patrimonio cultural del estado de Veracruz (México), así como apoyar la creación artística. Las oficinas principales del IVEC se encuentran en el antiguo convento de betlehemitas en la zona céntrica de Veracruz.

## Historia
El Instituto Veracruzano de la Cultura fue creado mediante la Ley 61, decretada el 10 de febrero de 1987 durante el mandato de Fernando Gutiérrez Barrios. El instituto fue creado como un organismo descentralizado con  sede en el puerto de Veracruz.

## Recintos
El IVEC administra diferentes recintos culturales del estado de Veracruz donde se llevan a cabo actividades para la difusión, promoción y enseñanza de la cultura. Estos recintos son:
- Museo de Arte del Estado de Veracruz
- Exconvento Betlehemita (Centro Cultural)
- Centro Cultural Atarazanas
- Casa Principal (Centro Cultural)
- Fototeca Veracruz
- Centro Veracruzano de las Artes Hugo Argüelles
- Casa de Cultura Coatepec
- Casa Museo Agustín Lara
- Pinacoteca Diego Rivera
- Galería de Arte Contemporáneo de Xalapa
- Jardín de las Esculturas
- Teatro del Estado General Ignacio de la Llave